# FIVB Beach Volley World Tour
Le FIVB Beach Volley World Tour est une compétition internationale de beach-volley organisée annuellement depuis 1987.
Grâce à la signature d'un contrat de sponsoring avec la société Swatch, cette compétition était connue sous le nom de Swatch FIVB Beach Volleyball World Tour entre 2003 et 2012.
Elle est depuis 2022 remplacée par le Volleyball World Beach Pro Tour, appelé plus couramment le Beach Pro Tour. 

## Compétition masculine
La compétition masculine est marquée par une nette domination du Brésil et des États-Unis entre 1987 et 2008, à deux exceptions près (1994 : Norvège & 2002 : Argentine). Depuis 2009 et l'émergence de duos européens, la compétition semble plus ouverte.

### Tournois les plus disputés
Liste des tournois ayant dix éditions ou plus en 2016.
| Tournoi        | Nombre d'édition | Première | Dernière |
| -------------- | ---------------- | -------- | -------- |
| Klagenfurt     | 18               | 1997     | 2016     |
| Rio de Janeiro | 16               | 1987     | 2016     |
| Marseille      | 16               | 1994     | 2010     |
| Gstaad         | 16               | 2001     | 2016     |
| Berlin         | 15               | 1995     | 2014     |
| Stavanger      | 15               | 1999     | 2015     |
| Espinho        | 13               | 1995     | 2007     |
| Moscou         | 11               | 1998     | 2016     |
| Stare Jabłonki | 11               | 2004     | 2014     |
| Shanghai       | 10               | 2005     | 2014     |

### Palmarès
| 1987      | Sinjin Smith et Randy Stoklos           | États-Unis |
| 1988      | Karch Kiraly et Pat Powers              | États-Unis |
| 1989-1990 | Sinjin Smith et Randy Stoklos           | États-Unis |
| 1990-1991 | Sinjin Smith et Randy Stoklos           | États-Unis |
| 1991-1992 | Sinjin Smith et Randy Stoklos           | États-Unis |
| 1992-1993 | Sinjin Smith et Randy Stoklos           | États-Unis |
| 1993-1994 | Roberto Lopes et Franco Neto            | Brésil     |
| 1994-1995 | Jan Kvalheim et Bjørn Maaseide          | Norvège    |
| 1995-1996 | Roberto Lopes et Franco Neto            | Brésil     |
| 1996      | Emanuel Rego et Zé Marco de Melo        | Brésil     |
| 1997      | Emanuel Rego et Zé Marco de Melo        | Brésil     |
| 1998      | Guilherme Marques et Rogerio Ferreira   | Brésil     |
| 1999      | Emanuel Rego et José Loiola             | Brésil     |
| 2000      | Ricardo Santos et Zé Marco de Melo      | Brésil     |
| 2001      | Emanuel Rego et Tande Ramos             | Brésil     |
| 2002      | Martín Conde et Mariano Baracetti       | Argentine  |
| 2003      | Emanuel Rego et Ricardo Santos          | Brésil     |
| 2004      | Emanuel Rego et Ricardo Santos          | Brésil     |
| 2005      | Emanuel Rego et Ricardo Santos          | Brésil     |
| 2006      | Emanuel Rego et Ricardo Santos          | Brésil     |
| 2007      | Emanuel Rego et Ricardo Santos          | Brésil     |
| 2008      | Pedro Solberg Salgado et Harley Marques | Brésil     |
| 2009      | Julius Brink et Jonas Reckermann        | Allemagne  |
| 2010      | Todd Rogers et Phil Dalhausser          | États-Unis |
| 2011      | Emanuel Rego et Alison Cerutti          | Brésil     |
| 2012      | Jacob Gibb et Sean Rosenthal            | États-Unis |
| 2013      | Jānis Šmēdiņš et Aleksandrs Samoilovs   | Lettonie   |
| 2014      | Jānis Šmēdiņš et Aleksandrs Samoilovs   | Lettonie   |
| 2015      | Alison Cerutti et Bruno Oscar Schmidt   | Brésil     |
| 2016      | Jānis Šmēdiņš et Aleksandrs Samoilovs   | Lettonie   |

## Compétition féminine
La compétition féminine est marquée par la domination du Brésil (19 victoires sur 23), seuls les États-Unis et l'Allemagne étant parvenus à rompre cette domination sans partage en 1992, 1993, 2002 & 2016.

### Tournois les plus disputés
Liste des tournois ayant dix éditions ou plus en 2016.
| Tournoi    | Nombre d'édition | Première | Dernière |
| ---------- | ---------------- | -------- | -------- |
| Gstaad     | 17               | 2000     | 2016     |
| Klagenfurt | 14               | 2001     | 2016     |
| Osaka      | 14               | 1994     | 2009     |
| Marseille  | 13               | 1997     | 2010     |
| Stavanger  | 12               | 2002     | 2015     |
| Shanghai   | 11               | 2004     | 2014     |

### Palmarès
| 1992-1993 | Nancy Reno et Karolyn Kirby                    | États-Unis |
| 1993-1994 | Liz Masakayan et Karolyn Kirby                 | États-Unis |
| 1994-1995 | Adriana Samuel et Mônica Rodrigues             | Brésil     |
| 1995-1996 | Jackie Silva et Sandra Pires                   | Brésil     |
| 1996      | Jackie Silva et Sandra Pires                   | Brésil     |
| 1997      | Adriana Behar et Shelda Bede                   | Brésil     |
| 1998      | Adriana Behar et Shelda Bede                   | Brésil     |
| 1999      | Adriana Behar et Shelda Bede                   | Brésil     |
| 2000      | Adriana Behar et Shelda Bede                   | Brésil     |
| 2001      | Adriana Behar et Shelda Bede                   | Brésil     |
| 2002      | Kerri Walsh et Misty May-Treanor               | États-Unis |
| 2003      | Sandra Pires et Ana Paula Connelly             | Brésil     |
| 2004      | Adriana Behar et Shelda Bede                   | Brésil     |
| 2005      | Larissa França et Juliana Felisberta           | Brésil     |
| 2006      | Larissa França et Juliana Felisberta           | Brésil     |
| 2007      | Larissa França et Juliana Felisberta           | Brésil     |
| 2008      | Ana Paula Connelly et Shelda Bede              | Brésil     |
| 2009      | Larissa França et Juliana Felisberta           | Brésil     |
| 2010      | Larissa França et Juliana Felisberta           | Brésil     |
| 2011      | Larissa França et Juliana Felisberta           | Brésil     |
| 2012      | Larissa França et Juliana Felisberta           | Brésil     |
| 2013      | Talita Antunes da Rocha et Taiana Lima         | Brésil     |
| 2014      | Maria Antonelli et Juliana Felisberta da Silva | Brésil     |
| 2015      | Larissa França et Talita Antunes da Rocha      | Brésil     |
| 2016      | Laura Ludwig et Kira Walkenhorst               | Allemagne  |